# 本多忠民
本多 忠民（ほんだ ただもと）は、江戸時代後期の大名・老中。三河国岡崎藩主。忠勝系本多家宗家15代。官位は従四位下・侍従、上総介、中務大輔、美濃守。

## 略歴
讃岐国高松藩主・松平頼儀の4男として誕生。岡崎藩主・本多忠考の婿養子となり、天保6年（1835年）5月1日、第11代将軍・徳川家斉に拝謁する。同年5月24日、忠考の隠居により家督を継ぐ。同年12月16日、従五位下中務大輔に叙任する。
弘化3年（1846年）に寺社奉行となる。安政4年（1857年）に京都所司代に転任し、朝廷対策、特に条約締結問題で朝幕間を奔走した。安政5年（1858年）、京都堀川にあった屋敷を焼失。万延元年（1860年）より2年ほど老中を務める。元治元年（1864年）に再任の台命が下った際は一旦は固辞しているが、結局就任した。戊辰戦争の際は岡崎藩を恭順に統一した。
明治2年（1869年）2月20日、隠居して婿養子の忠直に家督を譲った。明治16年（1883年）に死去した。

## 年表
- 1817年（文化14年） 生誕
- 1835年（天保6年） 岡崎藩襲封
- 1846年（弘化3年） 寺社奉行
- 1857年（安政4年） 京都所司代
- 1858年（安政5年） 所司代を辞任、溜詰格
- 1860年（万延元年） 老中に就任
- 1862年（文久2年） 辞任
- 1864年（元治元年） 老中を再任され、老中首座を務める
- 1865年（元治2年） 辞任
- 1869年（明治2年） 隠居
- 1883年（明治16年） 死去。享年67

## 系譜
父母
- 松平頼儀（実父）
- 本多忠考（養父）

正室
- 本多忠考の娘

子女
- 久、貞操院 - 本多忠直正室

養子
- 本多忠肇 - 本多忠鄰の四男
- 本多忠直 - 牧野康哉の五男